# Red State
Red State és una pel·lícula independent de thriller de terror estatunidenca del 2011 escrita, dirigida i editada per Kevin Smith i protagonitzada per Michael Parks, John Goodman, Michael Angarano, Melissa Leo i Stephen Root.
Després de mesos de dir que els drets de distribució de la pel·lícula se subhastarien immediatament després de l'estrena al Festival de Cinema de Sundance, Smith va anunciar de manera controvertida que, en canvi, distribuiria la pel·lícula sota el la marca SModcast Pictures amb una exhibició itinerant a ciutats seleccionades.
El 28 de juny de 2011, Smith va anunciar una setmana d'exhibició al New Beverly Cinema de Quentin Tarantino (fer que la pel·lícula fosi elegible per a la consideració del Premi Oscar). La pel·lícula es va estrenar a través de vídeo a la carta l'1 de setembre de 2011 a través de Lionsgate, en cinemes seleccionats per a un compromís especial d'una nit només el 23 de setembre de 2011 (a través de SModcast Pictures) i en vídeo domèstic el 18 d'octubre de 2011.

## Argument
Els adolescents Travis, Jarod i Billy Ray van a conèixer una dona anomenada Sarah en resposta a una invitació per fer sexe en grup. Al llarg del camí, accidentalment llisquen el vehicle estacionat del xèrif Wynan mentre Wynan manté sexe amb un altre home. Wynan torna a l'estació i li diu al seu adjunt Pete que busqui el vehicle implicat.
La Sarah enganya els nois perquè beguin cervesa drogada i es desmaien. En Jarod es desperta en una gàbia coberta i s'adona que es troba a l'església de Five Points Trinity, una església fanàticament conservadora, després d'identificar el líder de l'església (i el pare de Sarah) Abin Cooper. Cooper comença un sermó llarg i ple d'odi. Els seus seguidors assassinen ritualment un home gai captiu i el deixen caure a un espai on Travis i Billy Ray estan units. Cooper comença a preparar Jarod perquè sigui assassinat de la mateixa manera, però s'atura quan veu que Pete condueix cap a l'església.
Travis i Billy Ray aconsegueixen alliberar-se, però són escoltats pel marit de Sarah, Caleb. Travis no aconsegueix escapar dels seus lligams, així que Billy Ray l'abandona. Caleb persegueix en Billy Ray fins a una habitació amb armes, on els dos es disparen. En Pete escolta els trets i crida a Wynan per demanar ajuda, però el fill de Cooper, Mordechai, el mata a trets. Cooper fa xantatge a Wynan, dient-li que es mantingui allunyat o revelarà l'homosexualitat de Wynan a la seva dona. Wynan truca a l'agent Joseph Keenan de l'Agència d'alcohol, tabac, armes de foc i explosius, que comença a instal·lar-se fora de l'església.
Travis s'allibera, s'arma i planeja disparar a la congregació, però és testimoni de Jarod captiu a l'església. En canvi, Travis fuig de l'església, però Wynan el confon amb un membre i li dispara. Keenan intenta enraonar amb el grup, però Cooper dispara a un agent de l'ATF. Esclata un tiroteig i Wynan és assassinat. L'ATF ordena a Keenan que faci una incursió militar completa a l'església per eliminar tots els testimonis. Keenan passa l'ordre a l'agent de l'ATF Harry, que es nega.
Durant el tiroteig, la filla de Sarah, Cheyenne, escapa i és capturada per un agent de l'ATF. La Sarah el mata mentre està a punt de disparar a Cheyenne. Cheyenne torna a la casa i allibera en Jarod, suplicant-li que l'ajudi a amagar els fills de la congregació. Ell es nega i ella l'ataca. Sarah ataca en Jarod, i Cheyenne dispara accidentalment i mata a Sarah. En Jarod decideix ajudar a Cheyenne a amagar els nens. Van suplicar a en Keenan per salvar els nens, però tots dos van ser assassinats per Harry. El tiroteig és interromput per un misteriós toc de trompeta. Els membres de la congregació de l'església baixen les armes i corren a l'exterior alegres, afirmant que s'ha produït el rapte i burlant-se de l'ATF.
En una sessió informativa del govern diversos dies després, Keenan informa que va donar un cop de cap a Cooper i va prendre la resta de la congregació sota custòdia. Explica que els sorolls de la trompeta van ser una broma d'un grup d'estudiants universitaris locals irritats amb Cooper. Keenan és ascendit tot i desobeir una ordre directa dels seus superiors. Expliquen que la seva decisió inicial de matar els membres de la congregació va ser personal i que estan satisfets amb empresonar la congregació sense judicis, molestant Keenan. Es veu a Cooper passejant per la seva cel·la cantant i predicant fins que un altre presoner li diu que calli.

### Final original
Durant diverses preguntes i respostes interactives per a la pel·lícula, Smith va declarar que el final original va continuar amb el rapte passant i els Quatre genets de l'Apocalipsi descendint a l'escena.

## Repartiment
- Anna Gunn com la mare de Travis
- Michael Parks com el pastor Abin Cooper
- John Goodman com a ATF Agent especial Joe Keenan
- Melissa Leo com a Sarah Cooper, la filla del pastor Cooper, la dona de Caleb i la mare de Cheyenne
- Kyle Gallner com a Jarod
- Kerry Bishé com a Cheyenne Cooper, la filla de Sarah i Caleb i la néta d'Abin Cooper
- Michael Angarano com a Travis
- Nicholas Braun com a Billy Ray
- Ralph Garman com a Caleb Cooper, el marit de Sarah, el gendre d'Abin Cooper i el pare de Cheyenne
- Stephen Root com el xèrif Wynan
- James Parks com Mordechai Cooper, fill del pastor Cooper i pare de Fiona May
- Haley Ramm com a Maggie Cooper
- Kevin Pollak com a agent especial de l'ATF Brooks
- Matt L. Jones com el diputat Pete
- Kevin Alejandro com a agent tàctic de l'ATF Harry
- Betty Aberlin com Abigail Cooper
- Jennifer Schwalbach Smith com Esther Cooper, la dona de Mordechai i la mare de Fiona May
- Molly Livingston com a Fiona May Cooper, la filla d'Esther i Mordechai
- Kaylee DeFer com a Dana, una companya de classe de Jarod i els seus amics
- Damian Young com a agent Carol
- Alexa Nikolas com a Jesse
- Kevin Smith com a presoner que li diu al pastor Abin Cooper que calli

## Producció
Kevin Smith va anunciar a la convenció de Wizard World Chicago de 2006 que el seu proper projecte aniria en una direcció diferent, i seria una pel·lícula de terror. L'abril de 2007, Smith va revelar que el títol de la pel·lícula era Red State i va dir que estava inspirada en el famós pastor Fred Phelps i el setge de Waco, o com va afirmar Smith, "molt sobre aquest tema, aquest punt de vista i aquesta posició portada a l'extrem absolut. Certament no és el mateix Phelps, però és molt molt inspirat en una figura (com) de Phelps." El primer esborrany es va acabar l'agost de 2007 amb Smith que volia filmar-lo abans de En Zack i la Miri fan una porno. Diferenciant-lo de la majoria de les seves altres pel·lícules, Smith va deixar clar que Red State era una pel·lícula de terror, afirmant que no hi hauria humor escatològic a la pel·lícula.
Mentre parlava en un esdeveniment de preguntes i respostes a Londres el 13 d'octubre de 2009, Smith va declarar que s'havia garantit el finançament per a Red State, però que volia continuar amb Hit Somebody i retardar el rodatge de Red State durant un any. Un altre motiu esmentat per al retard va ser que Smith tenia una superstició sobre morir després de fer la seva desena pel·lícula i que no volia deixar una pel·lícula "desagradable i desagradable". com el seu últim. El febrer de 2010, va parlar del seu projecte amb CINSSU, dient que estava treballant amb els reptes financers del projecte; va pensar en obtenir finançament mitjançant inversions dels seus fans, però aquesta idea es va abandonar més tard.
Els productors de cinema Bob i Harvey Weinstein, que havien participat en la distribució de totes les pel·lícules de Kevin Smith amb l'excepció de Mallrats i Quin parell de polis, va donar suport a Red State amb el finançament necessari. El pressupost va ser proporcionat per dos principals grups d'inversors privats que van recaptar els 4 milions de dòlars, un amb seu a Nova York i un altre al Canadà.
El 24 de juliol de 2010, també es va informar que l'actor Michael Parks havia signat la pel·lícula en un paper protagonista, i el 5 de setembre de 2010, Smith va confirmar que Matt L. Jones també va formaria part del repartiment. A l'edició del 20 de setembre del podcast Hollywood Babble-on d'ell i Ralph Garman, Smith va anunciar que John Goodman s'havia unit al repartiment. Smith va editar la pel·lícula durant tota la producció i va mostrar un primer tall a la festa d'embolcall de la pel·lícula.
El juliol de 2010, Smith va declarar al seu compte de Twitter que "Si Déu vol, Sundance al gener per RED STATE". El 8 de novembre, Smith va anunciar a Twitter que Sundance va veure la pel·lícula per determinar si era elegible per participar al festival de 2011. L'1 de desembre, Smith va anunciar al seu podcast Plus One que Red State es projectaria a la 27è Fesetival de Cinema de Sundance a la secció de no competició.
A l'episodi "Commercial" de Comic Book Men, Smith va citar la pel·lícula de Bryan Johnson Vulgar com a inspiració per a Red State.
Durant el procés de postproducció, Smith va anunciar a les xarxes socials que acceptava enviaments de cançons per a la banda sonora de la pel·lícula. S'ha utilitzat almenys una cançó enviada pels fans.

## Màrqueting i distribució
Al llarg dels mesos de novembre i desembre, es van publicar cartells teaser amb personatges de la pel·lícula en subhastes a través del seu compte de Twitter amb el licitador guanyador que allotjava el cartell exclusivament al seu lloc web, mentre que els diners recaptats amb la subhasta van ser destinats a entitats benèfiques. Smith va publicar un tràiler teaser de la pel·lícula el 23 de desembre de 2010.

### Controvèrsia de la subhasta
"....poc després que la pel·lícula tingués una bona però no gran reacció a la seva estrena mundial, Smith va dir la idea d'una venda pública i va anunciar a l'audiència (després de subhastar-se la pel·lícula a ell mateix). per 20 dòlars) que estrenaria la pel·lícula pel seu compte a l'octubre."  
Tot i que Smith havia anunciat plans per subhastar els drets de Red State als distribuïdors que assistiren a la seva projecció de la pel·lícula al Festival de Cinema de Sundance, va revelar que només era una estratagema i Smith tenia previst autodistribuir-se com a roadshow itinerant a partir del 5 de març. al Radio City Music Hall, i faria una gira per la pel·lícula per Amèrica del Nord abans de llançar Red State directament en DVD i VOD.
La polèmica va esclatar aviat després del discurs de Smith a la projecció de debut de la pel·lícula a Sundance. Tot i que Smith havia decidit autodistribuir la pel·lícula, segons el productor de la pel·lícula Jonathan Gordon, l'opció d'autodistribuir la pel·lícula no es va considerar en un primer moment:
| « | La contractació d'un executiu especialitzat Dinerstein (la consultora de màrqueting cinematogràfic del qual també organitza les ofertes de l'autodistribució), incorporant Cinetic Media (que va organitzar ofertes de serveis per a títols de venda com el document de Banksy de l'any passat "Exit Through the Gift Shop") amb el covenedor WME, i la paraula "March" al final del tràiler de teaser ha fet que molts sospitin que Smith té un pla de còpia de seguretat d'autodistribució si no es materialitza una oferta atractiva. Però l'autodistribució o un acord de serveis és una opció que estan considerant? "No", diu Gordon. "Volem tenir algú que estimi la pel·lícula, l'entengui, la sàpiga gestionar i treure'n el màxim profit." | » |

... escoltar a Smith descartar la idea de "vendre [la pel·lícula] a un idiota", ni el despotricament ni la subhasta falsa no van ser divertides. Semblava que Smith havia abocat una dosi generosa de gasolina a un munt de relacions de pel·lícules independents i havia encès un llumins, i alguns observadors ho van prendre com un senyal que Smith finalment podria estar implotant.  
El sobtat anunci d'autodistribució després d'anunciar inicialment una subhasta va provocar un anunci de reacció dels mitjans de comunicació i acusacions de deshonestedat, amb alguns analistes comentant que van veure Smith "implosionar" i que havia "perdut la confiança" i un comprador destacat va dir: "Va robar dues hores i ens va insultar a tos nosaltres... Era una mica com el predicador retorçat que Michael Parks va interpretar a la seva pel·lícula. Es va convertir en la vida imitant l'art." Smith va fer broma sobre les persones que esperaven comprar la pel·lícula en el seu discurs a Sundance:
| « | Ara, òbviament, no venem la pel·lícula, així que em sap greu... als distribuïdors de la sala. ... Número u: no ho sento tant. És un puto festival de cinema. Veniu a veure una pel·lícula. ...sense ressentiments. Tant de bo no us importi. ...Gràcies per venir. ... Ho diré en la meva pròpia defensa... molts de vosaltres treballeu per a estudis... feu molts tràilers, m'heu mentit moltes vegades. ...He vist molts tràilers on dic "això és genial", i vaig posar els meus diners, i sóc com "Putes mentides de merda". Així doncs, senyores i senyors, com podeu veure, estem aquí alienant tot el nostre futur treball, només cremant el pont mentre el creuem, i això vol dir que probablement no hi haurà molta ajuda d'estudi per a mi i en Jon en el futur. | » |

Segons alguns escriptors, la comunitat d'Internet semblava galvanitzar-se en resposta a la controvèrsia, "... sembla que Kevin Smith finalment té la comunitat crítica d'Internet unida al mateix bàndol: contra ell." Smith va contrarestar les acusacions de deshonestedat dient: "I li vaig dir la veritat, al meu tuit vaig dir: "Si arribo a Sundance, tinc la intenció de triar el meu distribuïdor a la sala, a la subhasta". A l'estil de subhasta: no ho vaig fer jo... Em vaig aixecar allà i vaig dir que em portaré la meva pel·lícula; la trauré i intentaré no gastar diners en fer-ho."
Kim Masters, editor general de The Hollywood Reporter, va entrevistar a socis propers a Smith sobre la seva suposada "implosió" de la seva carrera al debut de la seva pel·lícula a Sundance i els esdeveniments que la van conduir:
| « | Smith va ser un dels primers del negoci a tenir un lloc web i vendre mercaderies (peces de pel·lícules de les seves pel·lícules i figures d'acció) als fans. Però una font que ha treballat amb ell creu que Smith podria ser un dels primers cineastes a explotar i després ser desfet per les xarxes socials, i que l'accés a les xarxes socials ha eliminat qualsevol filtre que podria haver protegit Smith dels esclats emocionals que, en la seva persona, vista, han minat la seva carrera. | » |

Smith va respondre a Masters, dient que era "un moment Jerry Maguire. Tinc un peix petit en una bossa de plàstic i una secretària idealista al meu costat, i els Bob Sugars semblen inclinats. a les portes, somrient."

### Indie Film 2.0
Smith va descriure les seves motivacions, estratègia i procés de pensament darrere del mètode de màrqueting a la seva aparició a Sundance i en diversos programes de podcast , Q&A, i tuits. Va descriure l'estratègia com a acuradament planificada amb els seus socis comercials, inclòs Jonathan Gordon, que recentment havia viscut una interessant experiència com a executiu de curta durada a Universal. Smith no va cobrar sou per la pel·lícula, i va assenyalar que el pla era pagar primer als inversors.
En el seu Sundance Q&A, Smith va comparar l'escena indie dels anys 90 amb el panorama cinematogràfic actual. Va descriure el sistema tradicional de màrqueting cinematogràfic, en què els estudis compren pel·lícules i després gasten grans quantitats de diners comercialitzant-les (sovint comparables al cost de la pel·lícula). Va assenyalar que la seva pel·lícula Clerks va trigar set anys a ser rendible a causa d'aquest sistema (vegeu Comptabilitat de Hollywood). També va comparar vendre una pel·lícula amb regalar un nen perquè algú altre la criés. Altres cites il·lusionades de la seva aparició a Sundance feien referència a una mena de renaixement de la noció d'independència en el món de l'espectacle.
| « | "Estem començant de nou... la veritable independència no és fer una pel·lícula i vendre-la a un ximple. La veritable independència és repartir aquesta merda a la gent. I això és el que pretenc fer..." | » |

| « | "Sí, qualsevol pot fer una pel·lícula, ara ho sabem... El que volem demostrar és que qualsevol també pot estrenar una pel·lícula, i ja no n'hi ha prou amb fer-la i vendre-la, ho sento... La pel·lícula independent no és gent morta, només ha crescut. Ara només és una pel·lícula indie 2.0, i a la pel·lícula independent 2.0 no els deixem vendre la nostra pel·lícula, nosaltres mateixos venem la nostra pel·lícula." | » |

| « | "Feu-nos arrels si voleu, odia'ns si cal... Però no se m'acut una notícia empresarial més interessant de la qual no escoltareu mai aquest puto any, home. Definitivament aniré allà i intentarà trobar un nou model de distribució." | » |

Smith va planejar no gastar diners en publicitat tradicional (tanques publicitàries, televisió, mitjans impresos), en lloc d'utilitzar la gira de teatre en persona esmentada anteriorment amb un programa de preguntes i respostes, boca-orella, twitter, social. mitjans, podcasts, i altres mitjans no utilitzats tradicionalment pel sistema d'estudi.
L'abril de 2011, Smith va revelar que Red State ja havia recuperat el seu pressupost amb la pel·lícula guanyant 1 milió de dòlars a la primera etapa de la gira, 1,5 milions de dòlars d'un grapat de vendes a l'estranger i 3 milions de dòlars d'un acord de distribució nacional per a VOD.

## Gira i projeccions
L'Església Baptista de Westboro va protestar contra l'estrena de la pel·lícula al Festival de Cinema de Sundance perquè alguns dels elements de la pel·lícula van ser "modelats segons el fundador i els membres de l'Església Baptista de Westboro".
La gira va anar bé i l'experiència es va descriure amb detall en molts dels podcasts de SModco. En una de les parades de la gira, dos desertors de l'Església Baptista de Westboro van aparèixer a les preguntes públiques per fer preguntes a Smith de l'audiència. Els va convidar a l'escenari i va procedir a entrevistar-los.
La pel·lícula es va estrenar als cinemes d'Austràlia el 13 d'octubre de 2011.

## Versió animada
El 2015 el cineasta Dan Costales, que va treballar amb el dissenyador de so de Bobb Barito i el treball d'animació de Dennis Fries, va fer un curtmetratge d'animació basat en Red State, que es va publicar el març de 2015 als Estats Units.

## Recepció

### Taquilla
A la taquilla, Red State va guanyar 1.104.682 dòlars als Estats Units. El cap de setmana d'estrena, va recaptar 204.230 dòlars en un teatre i es va presentar a cinc cinemes en el seu llançament més ampli. Va recaptar uns altres 769.778 dòlars internacionals per un total mundial brut de 1.874.460 dòlars.

### Resposta crítica
La pel·lícula va rebre crítiques diverses de la crítica i té una puntuació del 61% a Rotten Tomatoes basada en 92 crítiques amb una puntuació mitjana de 6,10/10. El consens crític del lloc web afirma que "Real State és un assumpte audaç i descarat que, en última instància, no ofereix ensurts o emocions competents." La pel·lícula també té una puntuació de 50 de 100 a Metacritic basat en les ressenyes de nou crítics que indiquen "crítiques mixtes o mitjanes".
Edward Douglas de Shock Till You Drop va destrossar la pel·lícula dient que "sembla que una de les bronques de Twitter de Smith es va convertir en una pel·lícula amb parts iguals de bilis ruixades tant a l'església com a l'estat". Katey Rich de Cinema Blend informa a la seva ressenya: "Desordenada, sobreescrita, visualment elegant, però una mica avorrida. Més semblant a Kevin Smith del que sembla perquè ningú mai deixa de parlar. I no és una pel·lícula de terror per definició habitual. Més com una pel·lícula de terror per a adolescents es transforma en Desastre de Waco. Melissa Leo sobreactua, Michael Parks és impressionant com a figura de Fred Phelps, però el significat i el propòsit del personatge a la narració (o la seva manca) són difusos." Jordan Hoffman, a la seva ressenya per a UGO, també va fer una crítica a la pel·lícula, dient: "Kevin Smith, un orador públic meravellós i un noi genuïnament divertit, encara no ha dominat els fonaments bàsics de la creació de pel·lícules." Segons Drew Mcweeny de "Motion Captured", "Red State" de Kevin Smith falla a la pantalla i s'apaga a la seva estrena mundial... A una pel·lícula de mala qualitat i un esdeveniment d'esquer i canvi no aconsegueixen satisfer a cap nivell." Al llarg de tot, Red State no pot evitar sentir-se com una pel·lícula d'acció B que va començar amb idees ambicioses però que s'enfonsa sota el seu propi pes predicador... és clar que l'intel·ligent setciències encara té algunes coses per aprendre sobre com fer una gran pel·lícula." Matt Goldberg de Collider.com va escriure que "Red State és un una partida radical per a Smith i, tanmateix, li falta la confiança per executar correctament el thriller d'acció i terror que és el seu lema."
James Rocchi escrivint per a indieWire va escriure que, "...Smith ha arribat tan lluny com ha arribat amb les seves comèdies perquè és un escriptor de gènere més que no pas un director. El terror és el gènere de director, ritme, sensació, trets, edició i les habilitats de Smith no estan a l'alçada..."
Entre les reaccions positives a la pel·lícula, Todd McCarthy de The Hollywood Reporter va anomenar la pel·lícula, "Una granada de mà cinematogràfica potent llançada als fanàtics de tot arreu". Jeff Sneider de TheWrap.com va dir: "La veritat és que realment no ho sabia què esperar de Red State, però independentment, encara tenia grans expectatives i estic encantat d'informar que la pel·lícula va estar a l'altura... aporta alguna cosa nova al gènere i que alguna cosa és la fe". Germain Lussier de /Film també va elogiar la pel·lícula, dient: "Aquest Smith és un confident i madur que demostra, després de Quin parell de polis, que encara té una veu única. Amb "Red State", aquesta veu no diu res d'increïblement innovador, i de vegades es fa una mica predicador, però el director ha sortit de la seva zona de confort i ha donat al públic una autèntica obra d'art." El director Richard Kelly també va oferir la seva opinió a la pel·lícula i Smith mentre apareixia al podcast SMovieMakers de Smith. Va dir: "Mai he vist un cineasta reinventar-se com tu. No diré res més perquè no vull espatllar res. És realment emocionant..." Smith va escriure al seu blog oficial que el cineasta Quentin Tarantino va veure la pel·lícula i li va donar comentaris positius al respecte; Tarantino també va anomenar "Red State" com la seva vuitena pel·lícula preferida del 2011. A Ben Affleck també li va encantar la pel·lícula i va acabar escrivint Goodman, Parks i Bishé a la seva pel·lícula Argo.

### Reconeixements
L'octubre de 2011, Red State va guanyar el premi a la millor pel·lícula al XLIV Festival Internacional de Cinema Fantàstic de Catalunya de 2011, mentre que Michael Parks va guanyar el premi al millor actor. El personatge de Parks, Abin Cooper, va rebre una nominació a Villain of the Year dels Virgin Media Movie Awards.